# Quatro
| Recensione              | Giudizio   |
| ----------------------- | ---------- |
| AllMusic                | [ 1 ]      |
| Robert Christgau        | B-         |
| Sputnikmusic            | 2.8 (Good) |
| Dizionario del Pop-Rock | [ 4 ]      |

Quatro è un album di Suzi Quatro uscito nell'ottobre del 1974. 
È rimasto per 6 settimane al primo posto in classifica in Australia.

## Tracce

### LP
Lato A
1. The Wild One – 2:51 (Nicky Chinn, Mike Chapman)
2. Keep A-Knockin' – 3:13 (Richard Penniman)
3. Too Big – 3:22 (Nicky Chinn, Mike Chapman)
4. Klondyke Kate – 3:29 (Suzi Quatro, Len Tuckey)
5. Savage Silk – 3:35 (Nicky Chinn, Mike Chapman)
6. Move It – 3:37 (Ian Samwell)

Lato B
1. Hit the Road Jack – 3:56 (Percy Mayfield)
2. Trouble – 3:45 (Jerry Leiber, Mike Stoller)
3. Cat Size – 4:37 (Suzi Quatro, Len Tuckey)
4. Shot of Rhythm and Blues – 4:52 (Terry Thompson)
5. Friday – 3:51 (Suzi Quatro, Len Tuckey)

### CD
Edizione CD del 2011, pubblicato dalla 7T's Records (GLAM CD 119)
1. The Wild One (Nicky Chinn, Mike Chapman)
2. Keep A Knockin' (Richard Penniman)
3. Too Big (Nicky Chinn, Mike Chapman)
4. Klondyke Kate (Suzi Quatro, Len Tuckey)
5. Savage Silk (Nicky Chinn, Mike Chapman)
6. Move It (Ian Samwell)
7. Hit the Road Jack (Percy Mayfield)
8. Trouble (Jerry Leiber, Mike Stoller)
9. Cat Size (Suzi Quatro, Len Tuckey)
10. A Shot of Rhythm & Blues (Terry Thompson)
11. Friday (Suzi Quatro, Len Tuckey)
12. Devil Gate Drive (Nicky Chinn, Mike Chapman) – Traccia bonus
13. In the Morning (Suzi Quatro, Len Tuckey) – Traccia bonus
14. I Wanna Be Free (Suzi Quatro, Len Tuckey) – Traccia bonus
15. The Wild One (Single Version) (Nicky Chinn, Mike Chapman) – Traccia bonus
16. Shake My Sugar (Suzi Quatro, Len Tuckey) – Traccia bonus

## Formazione
- Suzi Quatro - voce solista, basso
- Len Tuckey - chitarra, accompagnamento vocale - cori
- Alastair McKenzie - tastiere, accompagnamento vocale - cori
- Dave Neal - batteria, accompagnamento vocale - cori

Note aggiuntive
- Mike Chapman e Nicky Chinn - produttori
- Registrazioni effettuate al Audio International Studios di Londra (Inghilterra)
- Pete Coleman - ingegnere delle registrazioni
- Rodney Harper - operatore nastri
- Mastering di Chris Blair, EMI Abbey Road
- Phil Dennys - arrangiamento (brani: The Wild One (versione LP) e Cat Size)
- Bubi Heilemann - fotografia copertina frontale album originale
- Gered Mankowitz - fotografia retrocopertina album originale[8]

## Classifica
Album
| Anno | Classifica    | Posizione raggiunta |
| ---- | ------------- | ------------------- |
| 1974 | Billboard 200 | 126                 |

Singoli
| Anno | Titolo del brano | Classifica             | Posizione raggiunta |
| ---- | ---------------- | ---------------------- | ------------------- |
| 1974 | Devil Gate Drive | Official Singles Chart | 1                   |
| 1974 | The Wild One     | Official Singles Chart | 7                   |
| 1974 | Too Big          | Official Singles Chart | 14                  |